# Letnie Grand Prix w skokach narciarskich w Libercu
Letnie Grand Prix w skokach narciarskich we Libercu – zawody w skokach narciarskich, rozgrywane w ramach Letniego Grand Prix na skoczni Ještěd A w czeskim Libercu.

## Podia poszczególnych konkursów LGP w Libercu
| Lp | Data                | HS     | Uwagi | 1. miejsce            | 2. miejsce | 3. miejsce  |
| -- | ------------------- | ------ | ----- | --------------------- | ---------- | ----------- |
| 1. | 4 października 2008 | HS-134 | nocny | Gregor Schlierenzauer | Daiki Itō  | Martin Koch |
| 2. | 1 października 2010 | HS-134 | nocny | Adam Małysz           | Tom Hilde  | Kamil Stoch |